# Водневий зв'язок

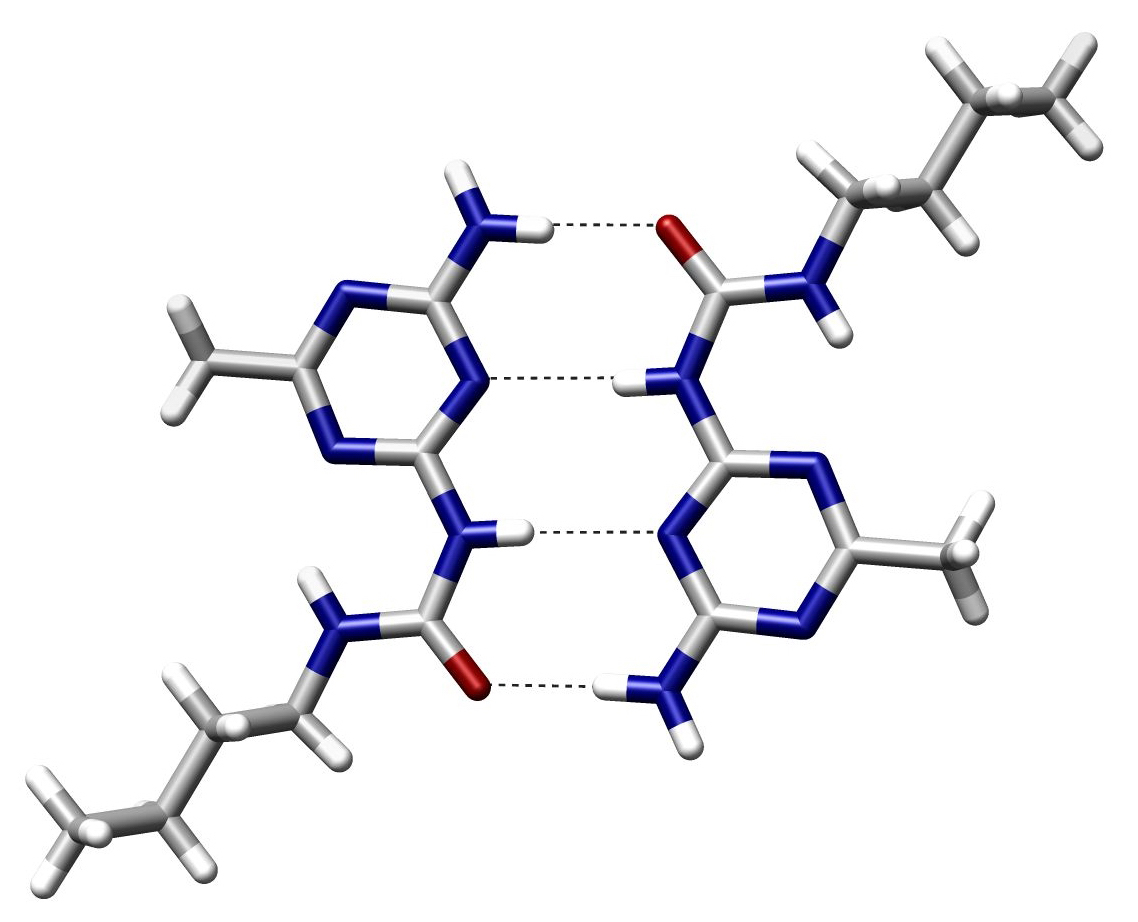
Приклад міжмолекулярного водневого зв'язку у димерному комплексі, отриманому самозбіркою

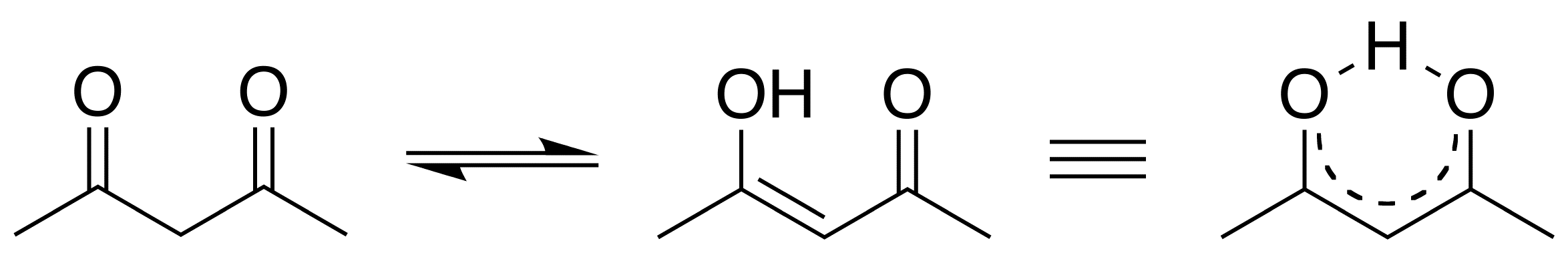
Внутрішньомолекулярний водневий зв'язок в ацетилацетоні допомагає стабілізувати енольний таутомер

Водне́вий зв'язо́к — різновид хімічного зв'язку, що реалізується за рахунок електростатичного притягання  між воднем (із позитивним частковим зарядом) однієї молекули та атомом з великим значенням електронегативності (О, N, F, а також P) іншої молекули.
Водневий зв'язок є важливим для органічної хімії. Завдяки водневому зв'язку вода (головний розчинник у неорганічній хімії та біохімії) має високу температуру плавлення і кипіння. Водневий зв'язок з'єднує подвійну спіраль ДНК (носія генетичної інформації), а також відповідає за формування вторинної і третинної структури білків.

## Загальний опис
Водневий зв'язок є прикладом трицентрового чотириелектронного зв'язку.
Прослідковується певна аналогія між водневим та ковалентним зв'язком. Зокрема, водневий зв'язок є направленим та насичуваним, що вказує на його резонансну природу (на противагу електростатичній природі йонного зв'язку). Висувається припущення, що йон H+ завдяки своїм унікальним властивостям (він фактично є єдиною частинкою — протоном) виступає аналогом електронної пари в класичному ковалентному зв'язку, тільки з протилежним знаком.
За величиною енергії він на порядок слабший за ковалентний зв'язок. Наприклад, у рідкій воді енергія розриву водневого зв'язку становить 23 кДж/моль, для порівняння енергія розриву ковалентного O—H зв'язку — 470 кДж/моль.
Розрізняють міжмолекулярний та внутрішньомолекулярний водневі зв'язки. Часто їх розглядають як частковий випадок координаційного зв'язку, де акцептором електронної пари виступає протонізований значною мірою атом H, що зв'язується з електронегативними атомами N, P, O, S, Hal, відомі також інші водневі зв'язки. Наприклад, C—H…C=C, N—H…N, P—H…P, O—H…O, S—H…S, Hal—H…Hal (галоген). Енергія дисоціації таких зв'язків змінюється в широких межах CH…O чи OH…C=C (2—20 кДж моль−1), OH…O (20—40 кДж моль−1), йонний водневий зв'язок(40—190 кДж моль−1). Типовими довжинами таких зв'язків є: NH…O 1,80 до 2,00 A, OH…O дещо коротший (1,60 до 1,80 A).
В останні роки, крім класичного водневого зв'язку, виділяють слабкий водневий зв'язок, сильний водневий зв'язок та симетричний водневий зв'язок.
Встановлено, що найсильнішим є лінійний водневий зв'язок — атом H та обидва акцепторні атоми знаходяться на одній лінії.
Із встановленням наявності водневого зв'язку в структурі речовини пов'язані певні труднощі, оскільки атом водню важко локалізувати за допомогою стандартного рентгеноструктурного аналізу через його надзвичайно малу відносну масу. Існує кілька критеріїв встановлення водневого зв'язку:
1. структурний (за скороченими відстанями між електронегативними атомами та характерними валентними кутами);
2. спектроскопічний (за низькочастотним зсувом та уширенням смуг поглинання в ІЧ спектрах, що відповідають зв'язкам E-H; за уширенням піків в 1H ЯМР спектрах).

## Асиметричний водневий зв'язок
Водневий зв'язок X…H…Y між атомом H, зв'язаним хімічним зв'язком з електронегативним атомом X, та атомом Y, що є також електронегативним, у випадку, коли віддалі X…H та H…Y є різними. Це зокрема водневі зв'язки у воді, карбонових кислотах.

## Внутрішньомолекулярний водневий зв'язок
Водневий зв'язок, в якому атом H є зв'язаним з двома (найчастіше) гетероатомами однієї молекули. У ненасичених системах атом H може замикати 6π-псевдоароматичну електронну оболонку, виступаючи в системі електронодефіцитним містком — такі ароматичні H-зв'язки особливо стабільні та часто надають речовині особливих властивостей, наприклад, аномальні Стоксові зсуви у люмінофорах.

## Міжмолекулярний водневий зв'язок
Водневий зв'язок, в якому атом H зв'язаний з двома (найчастіше) гетероатомами різних молекул. Міцність його залежить від кислотних властивостей протонодонорного й основних властивостей протоноакцепторного атомів.